# Rastan (archäologischer Fundplatz)
Koordinaten: 34° 55′ 0″ N, 36° 44′ 0″ O
Rastan ist ein altpaläolithischer Fundplatz bei der namensgebenden Stadt Rastan im Nordwesten Syriens. Er liegt über dem Orontes, der an dieser Stelle, auf halbem Weg zwischen Hama und Homs, eine tiefe Schlucht bildet. Einige der steinernen Fundstücke wurden auf mindestens 370.000 Jahre datiert, möglicherweise sind sie bis zu 700.000 Jahre alt, jedenfalls jünger als 800.000 Jahre.
Anfang der 1960er Jahre sammelte der Bodenkundler Willem J. Van Liere, der für die FAO arbeitete, einige Abschläge auf, ohne jedoch genau anzugeben, wo er dies getan hat. Nach seiner Beschreibung dürften sie beim Bau der Straße zum Rastan-Stausee freigelegt worden sein, der in den Jahren 1958 bis 1960 errichtet wurde. Seiner Beschreibung ist darüber hinaus zu entnehmen, dass sich die Fundstelle bei zwei Brücken befand, die den Fluss überqueren, die Artefakte also zu beiden Seiten des Orontes auf hoch gelegenen Flussterrassen entdeckt wurden. Bei einem Survey des Jahres 1977 kamen, wahrscheinlich aus denselben Bereichen, 153 Abschläge und Kerne hinzu, jedoch widersprechen sich die Charakterisierungen der Fundstellen. Wahrscheinlich stammten die Artefakte aus einer Zeit zwischen MIS 16 und MIS 11, womit man in die Zeit zwischen etwa 700.000 und 424.000 vor heute gelangt. In einer Publikation des Jahres 2008 wird das Alter der Fundstätte mit 660.000 bis 620.000 Jahre angegeben. Sie befinden sich im Nationalmuseum Damaskus. 
2008 wurden in Erarbeitung einer Dissertation 132 Artefakte identifiziert, von diesen waren 76 Abschläge und 56 Kerne. Faustkeile befanden sich nicht darunter, allerdings ein rohes Geröllgerät (pebble tool), das sich auch als Kern deuten ließ. Von den Kernen waren allein 23 stark abgenutzt, von den Abschlägen gar 37. Dies und weitere Kriterien führten zu der Annahme, dass alle Fundstücke über längere Zeit durch den Fluss transportiert und dabei abgerieben worden waren. Etwas mehr als 9 % der Artefakte wiesen allerdings keinerlei Abrasionen auf, weitere 20 % nur geringfügige. Wahrscheinlich war dieser Teil der Assemblage nicht den gleichen abreibenden Kräften ausgesetzt gewesen. 
Die Kerne maßen bis zu 120,7 mm und wogen zwischen 15 und 915 g. Die Durchschnittswerte lagen jedoch nur bei 62,1 mm und 171,9 g. Das begrenzte die Bearbeitungsmöglichkeiten aufgrund der Größe erheblich. Die Abschläge sind ausnahmslos Produkte einer harten Hammerschlagreduktion, also einer sehr einfachen Technik. Retuschierungen fanden sich nicht. Im Bereich des Flusses bestehen zudem keine Feuersteinlager. 
Materialauswahl, Bearbeitungstechnik und das Fehlen von Faustkeilen erklären sich also zwanglos aus dem Mangel an geeignetem Ausgangsmaterial für komplexere Produkte. Daher verbietet sich aufgrund der bloßen Abwesenheit von Steinwerkzeugen des Mode 2 eine vereinfachende Einordnung der Fundstätte, etwa unter der Annahme, die Hominiden von Rastan wären nicht in der Lage gewesen, Mode-2-Werkzeuge wie den Faustkeil herzustellen, sondern nur solche des Mode 1 (Oldowan).